# 国民議会 (ニカラグア)
国民議会（こくみんぎかい、スペイン語: Asamblea Nacional）は、ニカラグアの立法府である。

## 概要
一院制で、定数92。任期は5年間。被選挙権は21歳以上のニカラグア国籍で4年間国内に居住している者に付与されている。
2016年のニカラグア総選挙の4か月前に、最大野党指導者であったエドゥアルド・モンテアレグレが失脚すると、選挙管理委員会はモンテアレグレが属していた党の国民議会議員を失職させた。サンディニスタ民族解放戦線が有利となるように、設定されている。

## 沿革
1979年にソモサ政権崩壊後に解散したニカラグアの国民会議（両院制）に代わり、1984年に国家再建会議が議会の機能を担った。1984年の総選挙を経て、1985年1月10日に国民復興委員会から機能を引き継ぎ、創設された。